# セント・ジョージズ・クロス駅
座標: 北緯55度52分19秒 西経4度16分11秒 / 北緯55.87194度 西経4.26972度
セント・ジョージズ・クロス駅（セント・ジョージズ・クロスえき）はスコットランドグラスゴーに位置するグラスゴー地下鉄の駅である。

## 駅構造
島式ホーム1面2線の地下駅。

## 歴史
- 1896年12月14日 - 開業。
- 1977年 - 大規模工事開始。
- 1980年 - 大規模工事終了。

## 利用状況
- 2005年の1年間の乗車人員は580,000人である。

## 隣の駅
■グラスゴー地下鉄
ケルビンブリッジ駅 - セント・ジョージズ・クロス駅 - カウカデンズ駅